# Désiré Rakotoarijaona
Désiré Rakotoarijaona, född 1934, är en madagaskisk politiker. Han var regeringschef (premiärminister) på Madagaskar från 1 augusti 1977-12 februari 1988. Han kandiderade även i presidentvalet 1996 men fick bara 0,37% av rösterna, minst av alla 15 kandidater.